# 岛民心态
島國心態（英文：Island mentality）是一種認為自己社群最特殊、最優越的心態。島國心態的常見特徵是心胸狹隘、無知，且對外來的文化、觀念、價值觀敵視或缺乏包容。島國心態不只能形容地理上與世隔絕的社群，也可用於形容缺乏與其他社群交流者。與之相反的是大陸心態。